# Giovanni Battista Scaramelli
Giovanni Battista Scaramelli (24 de novembro de 1687 - 11 de janeiro de 1752) foi um jesuíta italiano, eticista e escritor ascético.

## Biografia
Ele nasceu em Roma e morreu em Macerata em 1752. Ele entrou na Companhia de Jesus em 21 de setembro de 1706. Ele se dedicou à pregação e ao ministério por quinze anos.

## Legado
De acordo com o teólogo dominicano Jordan Aumann, Scaramelli foi o primeiro a usar o termo "ascetismo" em contraste com a palavra mais antiga mística, depois que o termo foi introduzido pelo frade franciscano chamado Dobrosielski no uso latino da teologia ocidental em 1655. O trabalho de Scaramelli sobre ética em seu Directorium Asceticum resistiu ao teste do tempo e se integra bem às evidências da psicologia moderna.

## Escritos
- Vita di Suor Maria Crocifissa Satellico Monaca francescana nel monastero di monte Nuovo (1750)
- Discernimento de' spiriti per il retto regolamento delle azione proprie ed altrui. Operetta utile specialemente ai Direttori delle anime (1753)
- Direttorio ascetico in cui s'insegna il modo di condurre l'Anime per vie ordinarie della grazia alla perfezione christiana, indirizzato ai direttori della Anime (1752) (English edition Directorium Asceticum)
- Il direttorio mistico indirizzato a' direttori di quelle anime che Iddio conduce per la via della contemplazione (1754)
- Dottrina di S. Giovanni della Croce (1860)[2]

## Seus livros online
Trabalhos de Scaramelli em archive.org